# Challenger de Murcia 2022
El torneo Murcia Open 2022 fue un torneo de tenis perteneció al ATP Challenger Tour 2022 en la categoría Challenger 80. Se trató de la 3ª edición; el torneo tuvo lugar en la ciudad de Murcia (España), desde el 4 hasta el 10 de abril de 2022 sobre pista de tierra batida al aire libre.

## Jugadores participantes del cuadro de individuales
| Favorito | País                    | Jugador                | Rank1 | Posición en el torneo |
| -------- | ----------------------- | ---------------------- | ----- | --------------------- |
| 1        | Bandera de Eslovaquia   | Norbert Gombos         | 112   | FINAL                 |
| 2        | Bandera de Argentina    | Juan Manuel Cerúndolo  | 122   | Primera ronda, retiro |
| 3        | Bandera de Austria      | Dennis Novak           | 140   | Semifinales           |
| 4        | Bandera de China Taipéi | Chun-hsin Tseng        | 148   | CAMPEÓN               |
| 5        | Bandera de España       | Mario Vilella Martínez | 172   | Baja                  |
| 6        | Bandera de Alemania     | Maximilian Marterer    | 192   | Segunda ronda         |
| 7        | Bandera de Argentina    | Marco Trungelliti      | 194   | Cuartos de final      |
| 8        | Bandera de Italia       | Andrea Pellegrino      | 196   | Primera ronda         |

- 1 Se ha tomado en cuenta el ranking del 21 de marzo de 2022.

### Otros participantes
Los siguientes jugadores recibieron una invitación (wild card), por lo tanto ingresan directamente al cuadro principal (WC):
- Carlos Gimeno Valero
- Carlos Sánchez Jover
- Iván Gájov

Los siguientes jugadores ingresan al cuadro principal tras disputar el cuadro clasificatorio (Q):
- Ulises Blanch
- Miguel Damas
- Michael Geerts
- Oleksii Krutykh
- Daniel Mérida Aguilar
- Rudolf Molleker

## Campeones

### Individual Masculino
- Chun-hsin Tseng derrotó en la final a  Norbert Gombos, 6–4, 6–1

### Dobles Masculino
- Íñigo Cervantes /  Oriol Roca Batalla derrotaron en la final a  Pedro Cachín /  Martín Cuevas, 6–7(4), 7–6(4), [10–7]